# 小田急ビルサービス
株式会社小田急ビルサービスは、小田急グループの総合ビルマネジメント会社。
主な事業内容は、ビル総合管理（清掃・警備・設備管理）、プロパティマネジメント、建設工事、駅や鉄道施設等の清掃、地域冷暖房管理、駅構内の店舗運営など。

## 概要
小田急グループのビルやショッピングセンターの施設運営管理業務を受託しており、2020年4月の小田急SCディベロップメント設立までは新宿駅西口の地下街「小田急エース」、小田急線成城学園前駅の駅ビル「成城コルティ」などの管理をしていた。
なお過去には、京葉線新浦安駅前の「MONA新浦安」（現在は三井不動産商業マネジメント株式会社による運営）、小田急多摩センター駅前の「多摩カリヨン館」（現在は株式会社ユニカへ譲渡）も運営していた。
また駅清掃におけるユニークな試みとして、2017年5月31日より、小田急電鉄新宿駅の床面清掃において、小田急ロマンスカーVSE・MSE型のオリジナル自動床洗浄機を導入した。清掃作業の際は乗客へ接近を知らせるため、実際のロマンスカー同様、ミュージックホーンを鳴らす機能も搭載されている。

## 沿革
- 1966年 「小田急ビル代行株式会社」として創立。新宿駅西口地下街「小田急エース」、新宿駅西口駐車場の管理業務を開始
- 1967年 設備管理業、清掃管理業を開始
- 1969年 駐車場管理業を開始
- 1974年 施設警備業を開始
- 1977年 建設業を開始
- 1983年 地域冷暖房事業、受付案内業を開始
- 1987年 商号を「株式会社小田急ビルサービス」に変更
- 1989年 株式会社大和バリヤーサービス（現・株式会社コンフィット）を子会社化
- 1998年 研修センターを開設
- 2000年 技術者の技能向上、ボイラー施設管理・清掃技能向上のため、神奈川県川崎市黒川にOBS研修センターを開業
- 2005年 食品リサイクル事業を開始
- 2006年 鉄道警備事業を開始
- 2007年 ISO9001認証取得（建設業）
- 2009年 一級建築士事務所を開設
- 2017年 新宿駅清掃にロマンスカー型自動洗浄機を導入
- 2020年 小田急デパートサービス株式会社を合併し、同社の事業を承継

## 主な管理実績
公式サイト「会社案内>主な管理実績」も参照
- 小田急電鉄全駅（清掃）
- 小田急エース、新宿西口地下駐車場
- 小田急百貨店（新宿店・町田店・藤沢店）
- 新宿サザンテラス、小田急サザンタワー
- ハイアットリージェンシー東京
- 成城コルティ、経堂コルティ
- FMセンタービル
- 新宿ミロード
- 相模大野ステーションスクエア
- ビナウォーク
- 明治大学 生田キャンパス
- 早稲田大学 早稲田キャンパス（清掃）
- 東京臨海高速鉄道りんかい線 各駅（警備）